# Friedrich Hollaender
Friedrich Hollaender eller Friedrich Holländer, född 18 oktober 1896 i London, död 18 januari 1976 i München, var en tysk-amerikansk kompositör, regissör, manusförfattare och journalist. Som tonsättare fick han en världsschlager i "Ich bin von Kopf bis Fuß auf Liebe eingestellt", som Marlene Dietrich sjöng i filmen Blå ängeln (1930).
Holländer utvandrade till USA 1933 men återvände till Västtyskland 1956. Han var son till den tyske kompositören Victor Hollaender.